# Wapen van Vinkeveen

Wapen van Vinkeveen

Het wapen van Vinkeveen werd op 10 juni 1818 door de Hoge Raad van Adel aan de Utrechtse gemeente Vinkeveen bevestigd. Op 1 januari 1841 ging Vinkeveen op in de gemeente Vinkeveen en Waverveen. Het wapen van Vinkeveen is daardoor komen te vervallen als gemeentewapen. Het wapen is opgenomen in het wapen van Vinkeveen en Waverveen. Nadat de gemeente Vinkeveen en Waverveen op haar beurt in 1989 opging in gemeente De Ronde Venen werd de vink uit het wapen van Vinkeveen opgenomen in de schildvoet van het wapen van De Ronde Venen.

## Blazoenering
De blazoenering van het wapen luidde als volgt:
Een dwars doorsneden schild, het bovenste van blaauw, beladen met eene goude vink, het onderste van zilver, beladen met drie zwarte turven.
De heraldische kleuren zijn blauw (azuur of lazuur), goud (goud of geel), zilver (wit) en zwart (sabel). Niet vermeld is dat de turven 1 en 2 geplaatst zijn (mal ordonnée) en elkaar raken.

## Verklaring
Het wapen is een zogenaamd sprekend wapen: het duidt de naam van de gemeente aan. Het was al bekend als heerlijkheidswapen.

## Verwante wapens

Wapen van Vinkeveen en Waverveen
Wapen van De Ronde Venen

Abcoude
· Abcoude-Baambrugge
· Abcoude-Proostdij
· Achttienhoven
· Amerongen
· Benschop
· Breukelen
· Breukelen-Nijenrode
· Breukelen-Sint Pieters
· Bunnik
· Cothen
· Darthuizen
· De Vuursche
· Doorn
· Driebergen
· Driebergen-Rijsenburg
· Everdingen
· Haarzuilens
· Hagestein
· Harmelen
· Hoenkoop
· Hoogland
· Houten
· Indijk
· Jaarsveld
· Jutphaas
· Kamerik
· Kockengen
· Langbroek
· Leersum
· Linschoten
· Loenen
· Loenersloot
· Loosdrecht
· Maarn
· Maarssen
· Maarsseveen
· Maartensdijk
· Mijdrecht
· Nigtevecht
· Noord-Polsbroek
· Odijk
· Oudenrijn
· Polsbroek
· Rijsenburg
· Ruwiel
· Schalkwijk
· Snelrewaard
· Sterkenburg
· Stoutenburg
· Tienhoven
· Vianen 
· Vinkeveen
· Vinkeveen en Waverveen
· Vleuten
· Vleuten-De Meern
· Vreeland
· Vreeswijk
· Waarder
· Waverveen
· Werkhoven
· Westbroek
· Willeskop
· Willige Langerak
· Wilnis
· Zegveld
· Zuilen
· Zuid-Polsbroek